# Wilson Kiprop

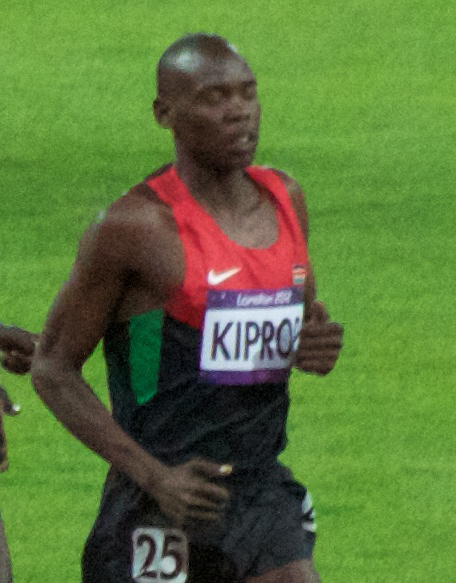
Wilson Kiprop bei den Olympischen Spielen 2012

Wilson Kiprop (* 14. Juli 1987 in Soi, Uasin Gishu District) ist ein kenianischer Langstreckenläufer.

## Leben
Er ist das älteste von sieben Geschwistern. Bis 2005 besuchte er die Kaptebengwet School und nutzte die Kondition, die er auf dem sieben Kilometer langen Schulweg erwarb, bei Schulwettkämpfen. Nachdem er die Schule verlassen hatte, weil seine Familie zerbrochen war und das Schulgeld nicht mehr aufbringen konnte, zog er nach Eldoret, wo er als Bauarbeiter für einen Tageslohn von $ 1,5 jobbte und gleichzeitig sein Training fortsetzte. Ende 2007 gewann er die ersten Preisgelder bei Crossläufen, für die er sich das Fahrtgeld hatte borgen müssen. Bei einem dieser Rennen wurde der Manager Gianni Demadonna auf ihn aufmerksam und verpflichtete ihn, nachdem ihm Kiprop die gesammelten Zeitungsausschnitte über seine Ergebnisse überreicht hatte. 
2008 und 2009 siegte er beim Crosslauf Cross della Vallagarina. 2009 gewann er überdies den Eurocross in Diekirch und wurde Sechster beim Berliner Halbmarathon. Eine Verletzung, die er sich beim Training für sein Marathondebüt zuzog, zwang ihn jedoch bald darauf, für den Rest des Jahres zu pausieren.
2010 siegte er bei einer Temperatur von −4 °C und Windböen von 60 km/h beim Paris-Halbmarathon und wurde Fünfter beim Prag-Marathon. Im Sommer gewann er bei den nationalen Meisterschaften und bei den Leichtathletik-Afrikameisterschaften in Nairobi Gold über 10.000 m. Einem Sieg beim Lille-Halbmarathon folgte der Titelgewinn bei den Halbmarathon-Weltmeisterschaften in Nanning, wo er Titelverteidiger Zersenay Tadese im Endspurt bezwang.
Im Jahr darauf hinderte ihn eine Verletzung daran, bei den Leichtathletik-Weltmeisterschaften 2011 in Daegu über 10.000 m zu starten. 2012 wurde er Fünfter bei den World’s Best 10K und Zweiter beim Berliner Halbmarathon. Durch einen Sieg beim Prefontaine Classic qualifizierte er sich für den 10.000-Meter-Lauf der Olympischen Spiele in London, bei dem er jedoch nicht das Ziel erreichte.
2013 stellte er bei Roma – Ostia mit 59:15 min einen Streckenrekord auf und galt daher beim Hamburg-Marathon als Mitfavorit, stieg dort jedoch zwei Kilometer vor dem Ziel auf Platz 5 liegend aus dem Rennen aus. Im weiteren Verlauf der Saison siegte er beim Giro del Castelbuono, wurde Zweiter bei der Corribianco und brach den Streckenrekord des Portugal-Halbmarathons.
Wilson Kiprop ist 1,75 m groß und wiegt 60 kg. Er wird von Gabriele Rosa und Renato Canova trainiert. Mit seinen Preisgeldern unterstützt er seine Mutter und seine jüngeren Geschwister, die noch zur Schule gehen und deren Wohlergehen er sicherstellen will, bevor er selbst eine Familie gründet.

## Persönliche Bestzeiten
- 5000 m (Halle): 13:30,13 min, 13. Februar 2009, Düsseldorf
- 10.000 m: 27:01,98 min, 1. Juni 2012, Eugene
- 10-km-Straßenlauf: 28:07 min, Bianco
- Stundenlauf: 20.756 m, 25. April 2009, Hengelo
- Halbmarathon: 59:15 min, 1. April 2012, Berlin
- Marathon: 2:09:09 h, 9. Mai 2010, Prag